# Nem Sansão Nem Dalila
Nem Sansão Nem Dalila é um filme brasileiro estrelado por Oscarito, dirigido por Carlos Manga.

## Sinopse
Barbeiro Horácio chega ao serviço mais uma vez atrasado e se explica com o patrão, o senhor Artur. O primeiro cliente é Chico Sansão, lutador conhecido como "gorila humano". Ao deixar o homem careca quando se distrai flertando com a manicure Dalila, Horácio é perseguido e foge num jipe do entregador de fogos de artifício. O amigo Hélio tenta impedir que Sansão bata em Horácio e os três estão no jipe quando atravessam uma parede e entram dentro de uma máquina do tempo no exato momento em que o inventor, professor Incognutus, a testava. Horácio, Hélio e o professor acordam no Reino de Gaza, muitos anos antes de Cristo. Enquanto Hélio e o professor são capturados pelos guardas do rei, Horácio que ficara vigiando o jipe conhece o famoso Sansão. O herói bíblico conta a Horácio que sua força descomunal vinha de uma "milagrosa" peruca. Ao trocar a tal peruca de Sansão por um isqueiro, Horácio transforma-se num homem forte e poderoso e parte para o Reino para libertar seus companheiros, conhecendo no caminho as irmãs Dalila e Miriam. Depois de uma rápida luta, ele passa a reinar em Gaza como um ditador bonachão. Os antigos líderes, no entanto, planejam retirá-lo do poder.

## Elenco
- Oscarito .... Horácio/Sansão
- Fada Santoro .... Miriam
- Cyll Farney .... Hélio
- Eliana Macedo .... Dalila
- Roberto Faissal .... Professor Incognitus
- José do Patrocínio .... Eunuco
- Jorge Luís .... Eunuco
- Julie Bardot .... Judiette
- Wilson Grey .... Rei Anateques/médico
- Carlos Cotrim .... Artur/Chefe da guarda
- Wilson Vianna .... Chico Sansão
- Ricardo Luna .... Lebor/chofer
- Anthony Zamborsky .... Elestal, o sacerdote
- Sérgio de Oliveira .... Tubal
- Gene de Marco .... Zoriva
- Milton Leal .... Carrasco / padioleiro
- Mesnik .... Carrasco/padioleiro

## Premiações
Melhor ator para Cyll Farney, e Melhor Ator Secundário para Wilson Grey, em O Indio da revista Jornal do Cinema, 1954, RJ.
Foi considerado o 50º melhor filme brasileiro, de acordo com a lista publicada no Almanaque do Balaio em 2006.

## Curiosidades
- Paródia ao filme homônimo de Cecil B. de Mille, "Sansão e Dalila", de inspiração bíblica.
- O filme satiriza o autoritarismo e o populismo político de Getúlio Vargas, que, no ano anterior ao das filmagens (1953), era presidente do Brasil.
- Foi exibido durante a 35ª Mostra Internacional de Cinema, em 2011.[4]